# Himiarites
Els himiarites eren un clan de l'Aràbia Feliç (Iemen) al Regne de Sabà.
El primer estat himiarita va sorgir el 115 aC a Raidan (el títol era "senyors de Raidan"), que després es va convertir en el Regne d'Himiar (Himyar).
El 25 aC, van conquerir temporalment el Regne de Sabà, uns dos-cents vint anys després el Regne de Qataban, i vers el 300 el Regne d'Hadramaut. Saba fou finalment conquerida i annexionada el 280, però abans havia arribat a dominar Raidan (vers 160-195). Vers el 290, la primera dinastia himiarita de Raidan fou substituïda per la dinastia paral·lela anomenada dels Toba o Tubba (probablement, un títol personal semblant a faraó) que es van titular "reis de Sabà i Raidan" o "Tubba d'Himyar".
Vers el 330, mercès a un predicador originari d'Alexandria d'Egipte, el rei axumita Erzana es va fer cristià i, al contrari, el rei d'Himyar es va convertir al judaisme vers el 385. Al segle següent, el cristianisme es va implantar al Iemen, sobretot a Najran.
Els axumites van conquerir el Iemen vers el 370. El rei d'Axum o Aksum es va titular "Rei d'Axum, del Iemen i de Reidan". Pel mateix temps, els axumites van conquerir la Núbia, al nord d'Axum. El 378, els himiarites van recuperar la independència.
Fins als 525, fou l'estat dominant al sud d'Aràbia amb una economia agrícola ajudada per l'exportació de l'encens i la mirra; els himiarites compraven ivori a Àfrica, que després venien a l'Imperi romà. El darrer rei fou Dhu-Nuwàs (Yusuf Ashar Yathar), que s'havia convertit al judaisme. El seu veí a l'Àfrica era el Regne d'Axum, un regne cristià. Es va produir la matança de Najran, en què cristians himiarites i axumites foren massacrats per ordre del rei; l'emperador romà d'Orient Justí I el Vell va comunicar els fets a Caleb d'Axum, que va intervenir i va derrotar Dhu-Nuwàs. Un virrei d'Axum es va instal·lar a Thusfar.
El virrei fou destituït aviat pel general Abraha, que va governar el país primer com a governador i després com a rei, fins al 570; el 599, una aliança nacional amb els perses va portar al domini persa. Vers el 629, Himyar fou inclòs en el califat islàmic.
La capital dels himiarites fou Thusfar. La llengua himiarita es va parlar fins al segle x.

## Reis de Raidan (Zu Raidan o Dhu Raidan)
- Haris ar-Raish, vers 120 aC-v. 90.
- Zu-l-Karnain, vers 90- ?.
- Abrahah Zu-l-Mamur.
- Africis.
- Zu-l-Adjar vers 20 aC-10 aC.
- Sharah-bil.
- Bilkis (reina).
- Shammar Zarash.
- Abu Malik.
- Yasir Yuhasdiq, vers 80-100.
- Dhamar Ali Yuhabir I, vers 100-120.
- Tharan Ya'ubb Yuhan'im.
- Shammar Yuharish I, mort vers 160.
- Conquerit per Saba, vers 160-195.
- Laziz Yuhnaf Yuhasdiq, vers 195-200.
- Yasir Yuhanim I.
- Shammar Yuharish II.
- Karibail Yuhanim.
- Tharan Yaubb Yuhanim, vers 230-250.
- Dhamar Ali Watar Yuhabir II.
- Amdan Bayin Yuhagbid.
- Yasir Yuhanim II, rei de Himyar.
- Shamir Yuharish III, vers 290 (unificació de Raidan i Himyar).

## Reis Toba d'Himyar
- Nash'a-Karib Yamin Yuharhib, vers començament del segle I
- Watar Yuhamin
- Yasir Yuhasdiq
- Dhamar Ali Yuhabir I
- Tharan Yaubb Yuhanim
- Dhamar Ali Yuhabir II
- Dhamar Ali Bayin
- Karib-il Watar
- Halk-amar
- Dhamar Ali Dharih
- Yada-il Watar vers 200
- Un rei desconegut
- Il-Adhdh Naufan Yuhasdiq vers 250
- Yasir Yuhanim II
- Shamir Yuharish III vers 290
- Yarim Yarhab
- A Axum o Aksum vers 370-378
- Ela Amida d'Axum vers 370-378
- Malik-Karib Yuhamin vers 378-385
- Ab-Karib As'ad (Kamil ut-Tubba) vers 385-420 (suposat primer rei jueu)
- Warau-amar Ayman (Hasan Yuhanim) vers 420-433
- Sharah-bil Ya'fur vers 433-?
- Ma'ad-Karib
- Abd-Kilal
- Sharah-bil Yakuf vers 464-?
- Nauf
- Lahi-Athra Yanuf
- Marthad-ilan Yanuf 496-?
- Maadi-Karib Yafur vers 500-517
- Masruq Dhu-Nuwàs (Yusuf Ashar Yathar) 517-525
- A Aksum o Axum 525-533
- Sumu-Yafa' Ashwa' (Esimfey), virrei axumita 526-533
- Dhu Jadan, rei a part del país 525-533
- Abraha o Al-Ashram (general, després proclamat rei d'Himyar) 533-570
- Yaksum 570-577
- Sayf Zu-Yazan (Abu Murra) 577-587
- Ma'adi-Karib (Masruq) 587-599
- Als sassànides de Pèrsia 599-629
- Khorre-Khusrau (governador persa) 599-620
- Badan (governador persa) 620-629
- Al Califat 629-819